# سوق ثانوي

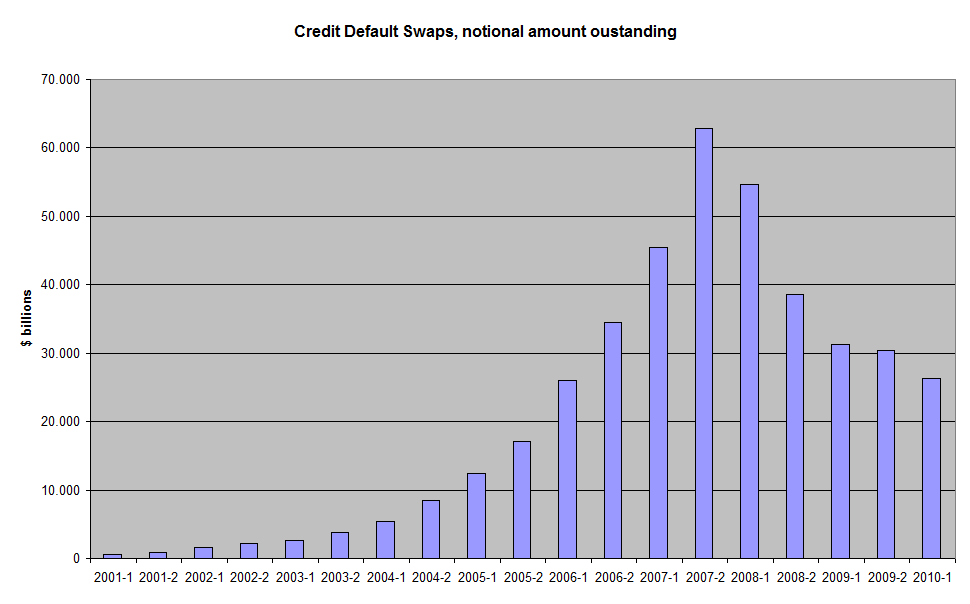
تطوير المبلغ الاسمي القائم لمقايضات العجز الائتماني. المصدر: الرابطة الدولية للمقايضات والمشتقات، دراسة السوق الصادرة عن الاتحاد الدولي للمقايضات والمشتقات.

السوق الثانوية وتسمى أيضًا سوق ما بعد البيع وتتبع الطرح العام، هي السوق المالية التي يتم فيها شراء وبيع الأدوات المالية التي تم إصدارها مسبقًا مثل الأسهم والسندات والعقود الآجلة. استخدام آخر متكرر لـ «السوق الثانوية» هو الإشارة إلى القروض التي يبيعها بنك الرهن العقاري لمستثمرين مثل فاني ماي وفريدي ماك.

## المصطلح
يستخدم مصطلح «السوق الثانوية» أيضًا للإشارة إلى السوق لأي سلع أو أصول مستخدمة، أو استخدام بديل لمنتج أو أصل حالي حيث تكون قاعدة العملاء هي السوق الثانية (على سبيل المثال تم استخدام الذرة تقليديًا بشكل أساسي في إنتاج الغذاء والمواد الأولية، ولكن تم تطوير سوق «ثانية» أو «ثالثة» لاستخدامها في إنتاج الإيثانول).

## نبذة
مع الإصدارات الأولية للأوراق المالية أو الأدوات المالية، أو السوق الأولية، يشتري المستثمرون هذه الأوراق المالية مباشرة من المصدرين مثل الشركات التي تصدر أسهمًا في الاكتتاب العام أو الاكتتاب الخاص، أو مباشرة من الحكومة الفيدرالية في حالة إصدار الحكومة لسندات الخزانة. بعد الإصدار الأولي، يمكن للمستثمرين الشراء من مستثمرين آخرين في السوق الثانوية.
يمكن أن تختلف السوق الثانوية لمجموعة متنوعة من الأصول من قروض إلى أسهم، ومن مجزأة إلى مركزية، ومن عدم توفر السيولة إلى سيولة عالية. البورصات الرئيسية هي المثال الأكثر وضوحًا للأسواق الثانوية للسيولة في هذه الحالة، لأسهم الشركات المتداولة علنًا. توفر البورصات مثل بورصة نيويورك وبورصة لندن وناسداك سوقًا ثانويًا مركزيًا للسيولة للمستثمرين الذين يمتلكون الأسهم التي يتم تداولها في تلك البورصات. يتم تداول معظم السندات والمنتجات عن طريق «تداول خارج البورصة»، أو عن طريق الاتصال بمكتب السندات التابع للوسيط-التاجر. يتم تداول القروض أحيانًا عبر الإنترنت باستخدام تبادل القروض.